# 中田善久
中田 善久（なかた よしひさ、1965年9月14日 -　）は、日本の建築学者・工学者。元ものつくり大学技能工芸学部建設技能工芸学科助教授。日本大学理工学部建築学科教授。博士（工学）。東京都目黒区出身。専門は、コンクリート工学。好きな酒は赤霧島と竹鶴25年。

## 経歴
- 1988年 - 日本大学生産工学部建築工学科卒業
- 1990年 - 日本大学大学院生産工学研究科博士前期課程建築工学専攻修了
- 1990年 - 西松建設株式会社本社建築設計部構造課
- 1990年 - 西松建設株式会社本社技術研究所建築技術課
- 1994年 - 足利工業大学訪問研究員
- 1996年 - 西松建設株式会社本社技術研究所建築技術課主任
- 2001年 - ものつくり大学建設技能工芸学科専任講師
- 2005年 - ものつくり大学建設技能工芸学科助教授。日本大学短期大学部非常勤講師（建築施工）
- 2006年 - 日本大学理工学部建築学科非常勤講師（建築生産実験）
- 2007年 - 日本大学理工学部建築学科准教授
- 2011年 - 日本大学理工学部建築学科教授

## 受賞
- 1998年 - 日本建築学会奨励賞「硬化コンクリートの単位セメント量判定試験方法に関する研究-グルコン酸ナトリウムによる試験方法の確立」[1]
- 2002年 - 日本コンクリート工学協会協会賞（論文賞）「戻りコンクリートのポンプ圧送用モルタルへの再利用方法に関する研究（総合題目）」[2]
- 2007年 - 日本建築仕上学会論文奨励賞「施工方法の違いがコンクリート表面の仕上がり性状に及ぼす影響に関する研究」[3]
- 2018年 - 全国コンクリート圧送事業団体連合会特別功労賞
- 2019年 - 全国コンクリート圧送事業団体連合会顕彰
- 2019年 - 日本大学リサーチャーアワード（社会連携部門）[4]
- 2020年 - 日本建築学会賞（論文）「高強度コンクリートの品質に影響を及ぼす調合および施工要因の評価に関する一連の研究」[5][6][7]
- 2021年 - 日本コンクリート工学会賞（功労賞）[2][8][9]
- 2023年 - 日本コンクリート工学会賞（技術賞）「小型容器を用いたコンクリートのブリーディング試験方法の開発（総合題目）」[2][10][11]

## 学位
「グルコン酸ナトリウムによる構造体コンクリートの単位セメント量-試験方法の確立と適用に関する研究」で博士（工学）を授与（論文博士）。

## 著書

### 書籍
- 松井勇・出村克宣・湯浅昇『最新建築材料学』（2010年3月、井上書院）ISBN：978-4753017522
- 斎藤丈士・大塚秀三『ポイントで学ぶ鉄筋コンクリート工事の基本と施工管理』（2015年4月、井上書院）ISBN：978-4753005895

### 論文
- 『支柱により3層が連層する各層スラブの施工荷重を等分布荷重と集中荷重の両者として作用したモデルの算定方法の提案とこれに用いる施工荷重に関する一考察』、日本建築学会構造系論文集、第805巻、pp.321-332、2023.03
- 『在来型枠工法における壁型枠の構成方法がコンクリートの側圧による型枠の変形に及ぼす影響』、日本建築学会構造系論文集、第801巻、pp.990-1001、2022.11
- 『転用によるコンクリート型枠用合板の品質変化とこれを用いたコンクリート表面の仕上がり状態に関する一考察』、日本建築学会構造系論文集、第766巻、pp.1513-1523、2019.12
- 『高性能AE減水剤を用いて流動化させた高強度コンクリートの基礎的性状に関する一考察』、日本建築学会構造系論文集、第762巻、pp.1021-1031、2019.08
- 『傾斜フロー試験器の流動部分における終端付近の流動先端速度から求めたレオロジー定数に関する一考察』、日本建築学会構造系論文集、第761巻、pp.905-915、2019.07
- 『コンクリートポンプ工法におけるコンクリートの調合条件ごとの管内圧力損失に関する一考察』、日本建築学会構造系論文集、第751巻、pp.1217-1227、2018.09
- 『同一水セメント比における細骨材率の変化が高強度コンクリートの性質に及ぼす影響の一考察』、日本建築学会構造系論文集、第748巻、pp.751-761、2018.06
- 『単位水量の変化が単位粗骨材かさ容積を一定とした高強度コンクリートの性質に及ぼす影響の一考察』、日本建築学会構造系論文集、第738巻、pp.1145-1154、2017.08

### 雑誌
- 『鉄筋コンクリートのひび割れは収束したのか?』（2021年3月、建築技術） ASIN : B08XZNMV6Q
- 『配筋から読み解く断面設計』（2019年3月、建築技術）ASIN : B07NN3JC7K
- 『RC工事における不易流行のテクノロジー』（2018年1月、建築技術）ASIN : B077R45B5C
- 『RC工事の合理化施工の心得―創ることは考えること』（2017年2月、建築技術）ASIN : B01MZ1UGAT
- 『鉄筋工事のミスをなくす技術+配筋を納めるための肝所』（2016年3月、建築技術）ASIN : B01AO0ZBV8